# Mylabris alpina
Mylabris alpina là một loài bọ cánh cứng trong họ Meloidae. Loài này được Ménétriés miêu tả khoa học năm 1832.